# アルクアータ・デル・トロント
アルクアータ・デル・トロント（伊: Arquata del Tronto）は、イタリア共和国マルケ州アスコリ・ピチェーノ県にある、人口約1,000人の基礎自治体（コムーネ）。
2016年8月のイタリア中部地震では大きな被害を出した地域で、とくにペスカーラ・デル・トロント集落では壊滅的な被害となった。

## 名称
アルクアータに対して、「アルカータ」などの転記も見られる。

## 地理

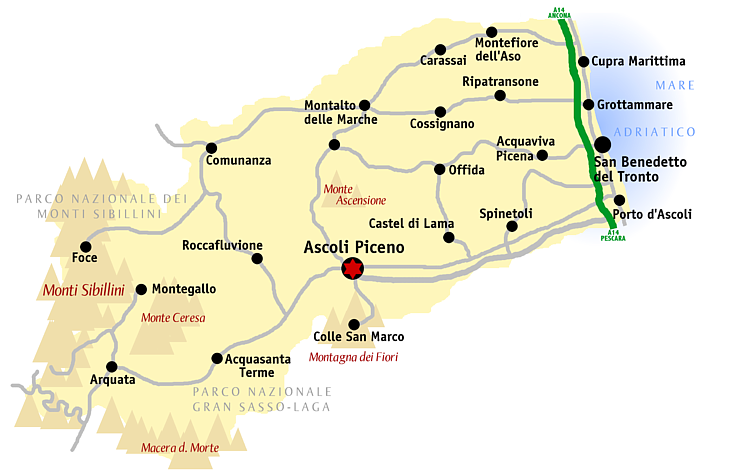
アスコリ・ピチェーノ県概略図

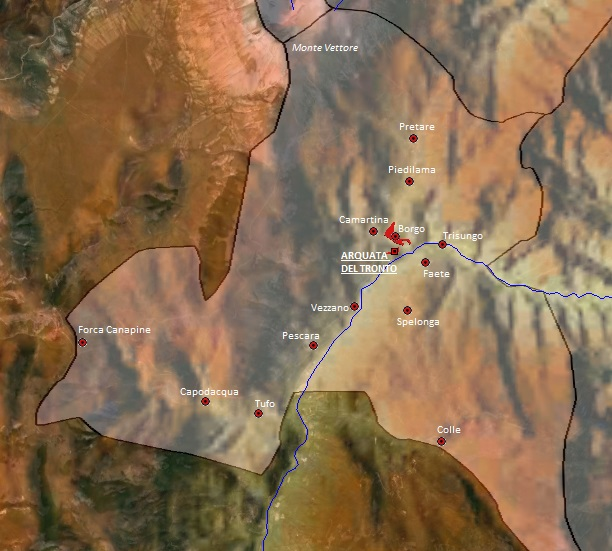
アルクアータ・デル・トロントの地図

### 位置・広がり
アスコリ・ピチェーノ県西端のコムーネ。アルタ・ヴァッレ・デル・トロント（Alta Valle del Tronto、トロント河谷上流域）の盆地に位置する。アルクアータの集落は、アマトリーチェから北へ約16km、ノルチャから東へ約16km、県都アスコリ・ピチェーノから西南西へ約25km、州都アンコーナから南へ約96kmの距離にある。町域は、西にウンブリア州（ペルージャ県）、南にラツィオ州（リエーティ県）と境界を接する。なお、町域南端の山中でテーラモ県（アブルッツォ州）ともわずかに接している。

### 隣接コムーネ
隣接するコムーネは以下の通り。括弧内のPGはペルージャ県、RIはリエーティ県、TEはテーラモ県所属を示す。
| - モンテモーナコ - 北 - モンテガッロ - 北 - アックアサンタ・テルメ - 東 - ヴァッレ・カステッラーナ (TE) - 南東 - アックーモリ (RI) - 南 - ノルチャ (PG) - 西 |

トロント川は、古代からリエーティとアスコリ・ピチェーノを結んできたサラリア街道以来アペニン山脈越えの重要な交通路であり、南にアックーモリを経てアマトリーチェ、東へアックアサンタ・テルメを経てアスコリ・ピチェーノに至る国道が走る。また、西のノルチャにも国道が通じている。

### 地勢
町域を南から東へトロント川が流れる。

### 気候分類・地震分類
アルクアータ・デル・トロントにおけるイタリアの気候分類 (it) および度日は、zona E, 2549 GGである。
また、イタリアの地震リスク階級 (it) では、zona 1 (sismicità alta) に分類される。

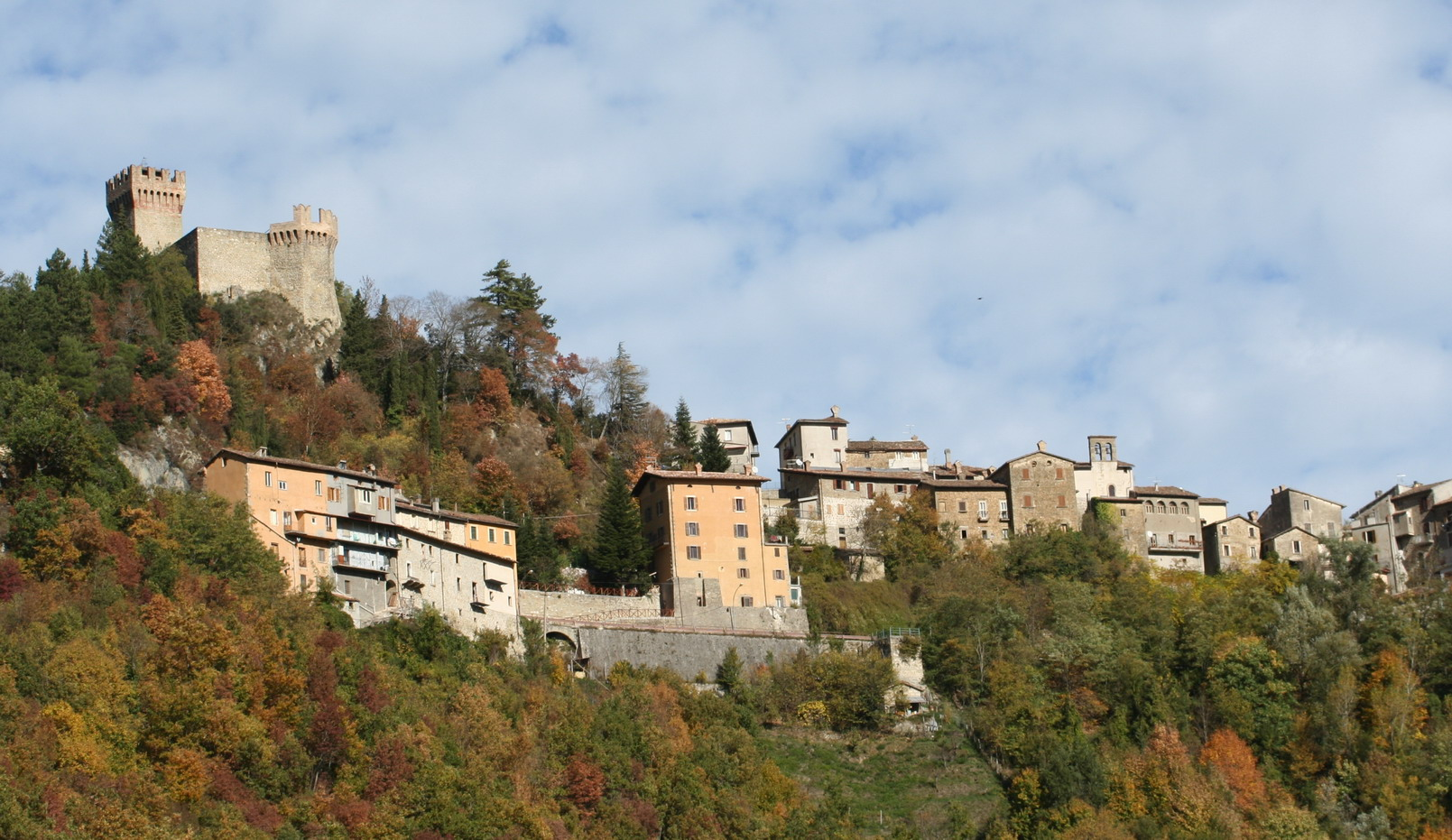
アルクアータの町
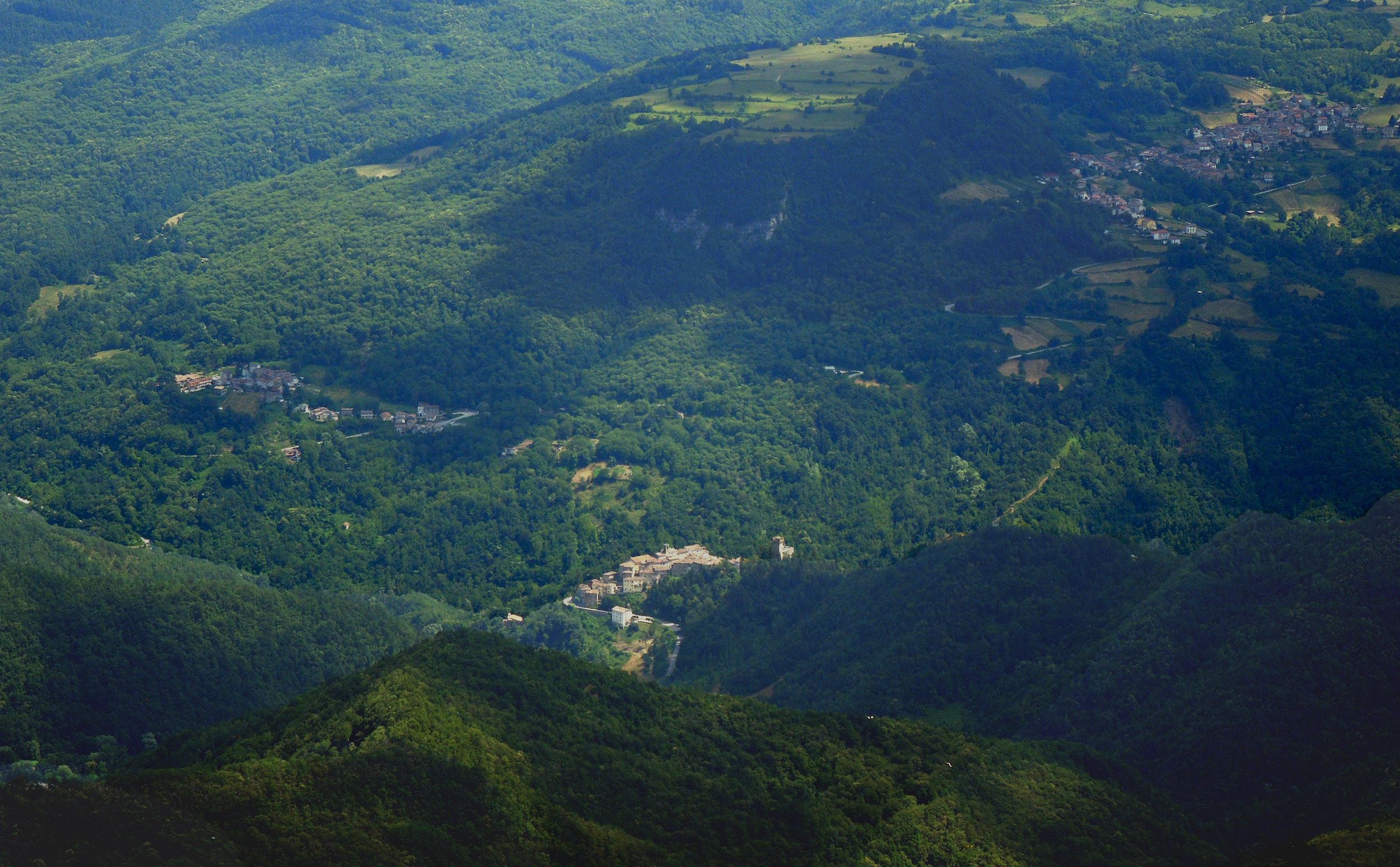
Monte Vettore から見たアルクアータの町

## 歴史

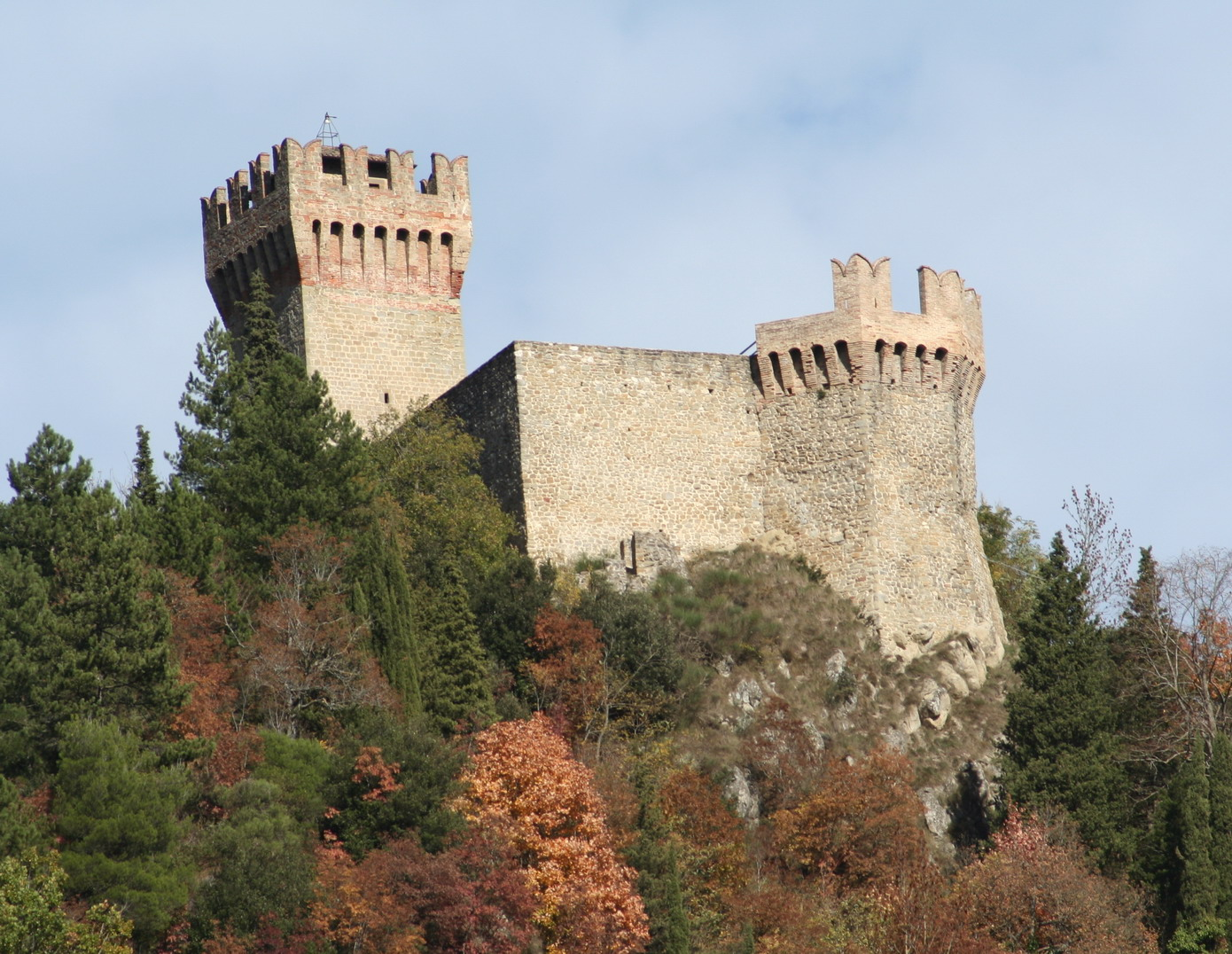
アルクアータの城塞（rocca）。

都市の古代の歴史ははっきりしない。一部の学者は、ポイティンガー図においてサビニ人やピケニ人 (Picentes) の領域の中央に見られる Surpicanum をこの町に比定しているが、はっきりとしたことはわからない（Surpicanum の所在についても議論が続いている）。ローマ人によってサラリア街道の宿駅として建設されたとする説もある。
アルクアータの名がはじめて文献に記載されるのは6世紀のことで、当地にあった要塞に言及されている。1255年、アスコリ・ピチェーノによって征服され、14世紀後半までその支配下にあった（一定程度の自治が認められていた）。1397年には、アスコリとノルチャとの間の戦争において、アルクアータはノルチャ軍とアスコリから来たギベリンが拠った牙城であった。ナポリ女王ジョヴァンナ2世は、1420年から1435年にかけてアルクアータに居住した。前述の両都市がこの土地を争ったのち、アルクアータは教皇領の一部となった。
1849年、ローマ共和国で敗れたジュゼッペ・ガリバルディは、当地に身を寄せている。
2016年8月24日未明、ノルチャ付近を震源とする地震（イタリア中部地震）が発生。町域に含まれる分離集落ペスカーラ・デル・トロントは、人口約130人の集落であったが、集落の家々がほぼすべて倒壊して死者が出た。アマトリーチェ、アックーモリとともに、この地震において特に被害が大きい場所のひとつである。

## 行政

### 分離集落
アルクアータ・デル・トロントには、以下の分離集落（フラツィオーネ）がある。
- Borgo, Camartina, Capodacqua, Colle, Faete, Forca Canapine, Pescara del Tronto, Piedilama, Pretare, Spelonga, Trisungo, Tufo, Vezzano